# Dione Housheer
Dione Housheer (Gendringen, 26 september 1999) is een Nederlandse handbalster die uitkomt in de Deense Damehåndboldligaen voor Odense. Begonnen bij UGHV kwam ze via AAC 1899 en HV Fortissimo terecht bij VOC, waarmee zij in het seizoen 2016/2017 en 2017/2018 de landstitel veroverde. Met ingang van het seizoen 2018-2019 kwam ze uit voor Nykøbing Falster HK. Met ingang van seizoen 2021/2022 kwam zij uit voor de Deense handbalclub Odense Håndbold. Deze club verliet ze in 2024 voor het Hongaarse Győri ETO KC. Verder vertegenwoordigde Housheer diverse nationale (jeugd)teams.

## Prestaties
- - Nederlands kampioen (2 x): 2016/2017 en 2017/2018 (beide met VOC)
2016: Winnaar Supercup met VOC
2018: Bekerwinnaar met VOC
  - Deense liga, winnaar Santander cup 2018
  - Deense landskampioen 2021-2022
  - 5e plaats Olympische Spelen Tokio 2020 (2021)

## Onderscheidingen
- Speelster van het jaar van de Eredivisie: 2017/2018[5]
- Talent van het jaar van het jaar van de Eredivisie: 2016/2017[6]
- Meest waardevolle speelster van het Europees Open onder 18: 2016
- Beste rechter opbouwster Deense liga seizoen 2021-2022
- Genomineerd best young player EHF Champions League seizoen 2021-2022